# Estadio Sakarya Atatürk
El Estadio Sakarya Atatürk (en turco: Sakarya Atatürk Stadı) era un estadio multiusos ubicado en la ciudad de Adapazarı en Turquía utilizado principalmente para partidos de fútbol y fue la sede del Sakaryaspor.

## Historia
Fue inaugurado en 1980 y su nombre es por el jefe de Estado Mustafa Kemal Atatürk. Contaba con capacidad para 13200 espectadores, y fue demolido en 2018.
El estadio sirvió como sede del Sakaryaspor en su participación en la Recopa de Europa 1988-89.